# Moritz von Schwind

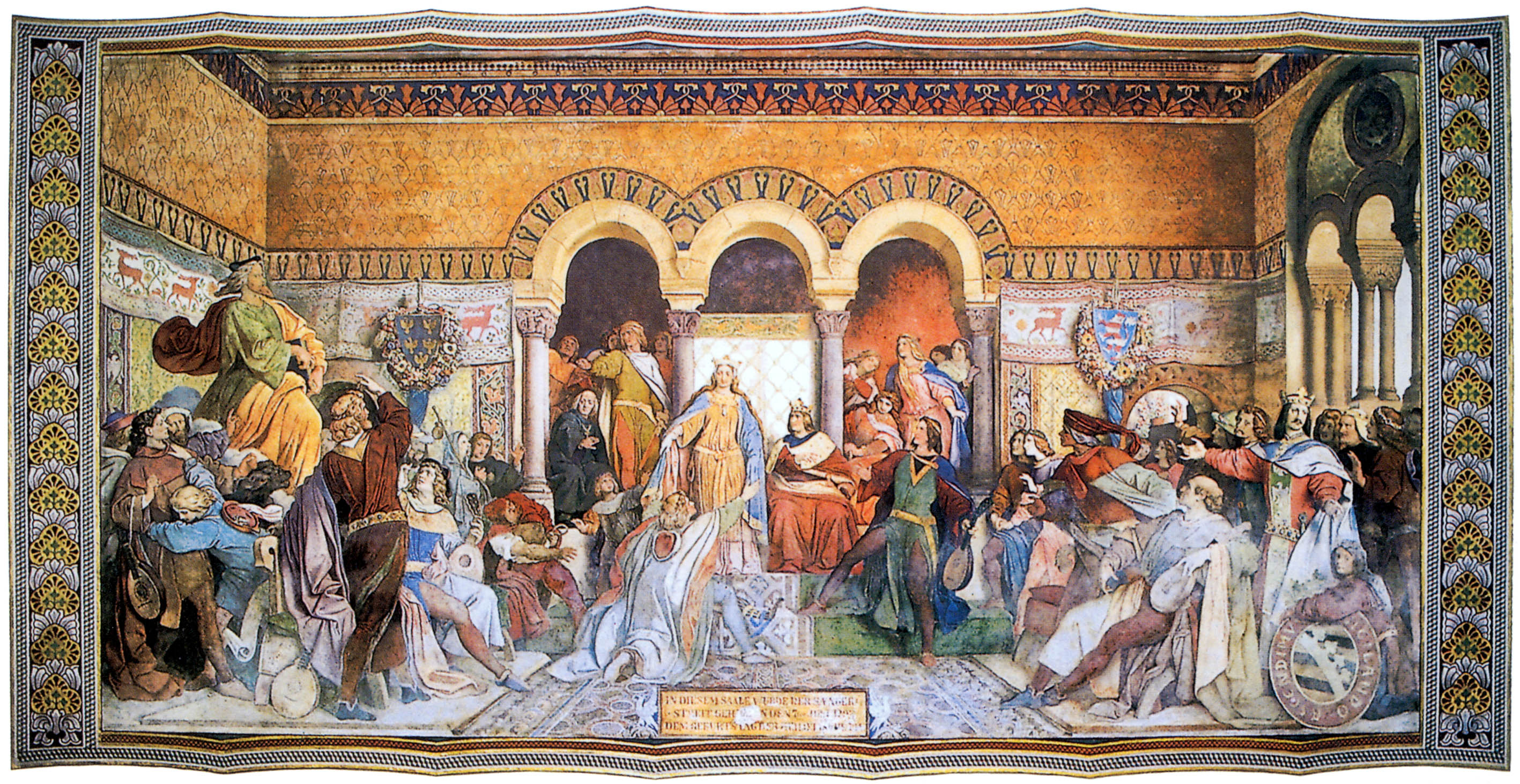
Wartburg: Wojna śpiewaków

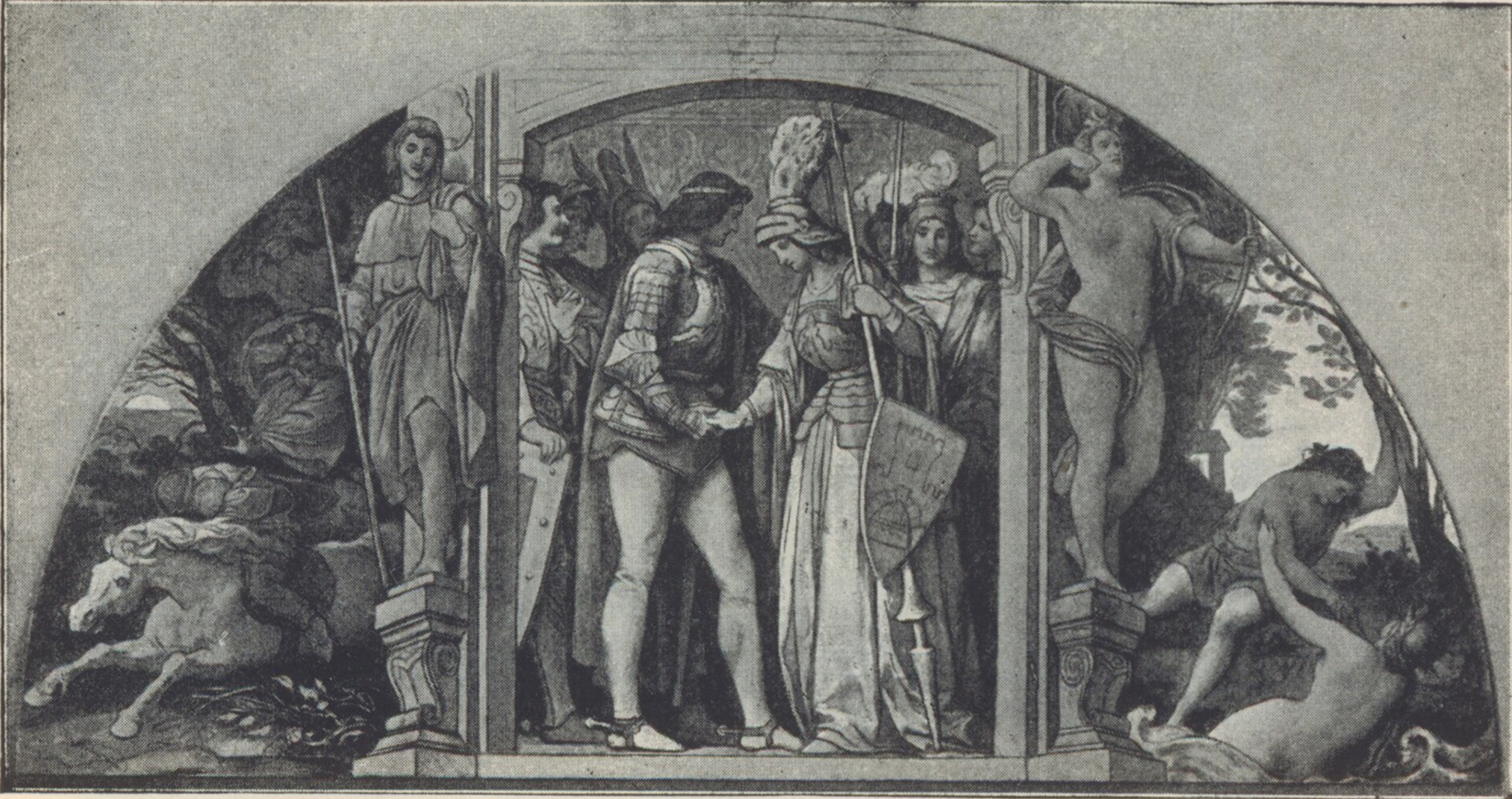
Opera Wiedeńska: Schubert

Moritz Ludwig von Schwind (ur. 21 stycznia 1804 w Wiedniu, zm. 8 lutego 1871 w Niederpöcking) – austriacki malarz i rysownik.
Urodził się jako jedno z sześciorga dzieci sekretarza dworu przy tajnej kancelarii dworu cesarskiego Franza von Schwinda i jego małżonki Franziski von Holzmeister, córki radcy dworu. Po ukończeniu katolickiego Schottengymnasium rozpoczął studia uniwersyteckie, ale od roku 1821 przeniósł się na Akademię Sztuk Pięknych, gdzie studiował pod kierownictwem Johanna Petera Kraffta i Ludwiga Ferdinanda Schnorr von Carolsfelda. W roku 1828 przeniósł się do Monachium za radą Petera von Corneliusa, za którego pośrednictwem otrzymał zlecenie na dekorację malarską pomieszczenia biblioteki królowej Bawarii scenami z poematów Ludwiga Tiecka. Po odbyciu 1835 podróży studialnej do Włoch otrzymał wiele zleceń na malarskie dekoracje wnętrz, także z innych krajów niemieckich. 
W latach 1840–1844 mieszkał w Karlsruhe, gdzie ożenił się z córką majora Luizą Sachs. W tym mieście wykonał wiele dekoracji malarskich. W latach 1844–1847 mieszkał we Frankfurcie nad Menem, gdzie znalazł pracę w Städelsches Kunstinstitut. W roku 1845 wzniósł tam własną willę „Schwindhaus” w stylu romantycznego klasycyzmu, z terakotowymi dekoracjami w polach podokiennych. W roku 1847 został profesorem Akademii Sztuk Pięknych w Monachium. Otrzymał zlecenie na dekorację odbudowanego zamku Wartburg koło Eisenach. W latach 1866–1867 stworzył freski w foyer Opery Wiedeńskiej. Oprócz malarstwa ściennego stworzył Moritz von Schwind wiele dzieł malarstwa sztalugowego oraz ilustracji książkowych.